# Felipe Drugovich
Felipe Drugovich, né le 23 mai 2000 à Maringá (Paraná), est un pilote automobile brésilien. Sacré champion lors de la saison 2022 de Formule 2, il devient pilote de réserve en Formule 1 chez Aston Martin en 2023.

## Biographie

### Premières années en monoplace (2016-2018)

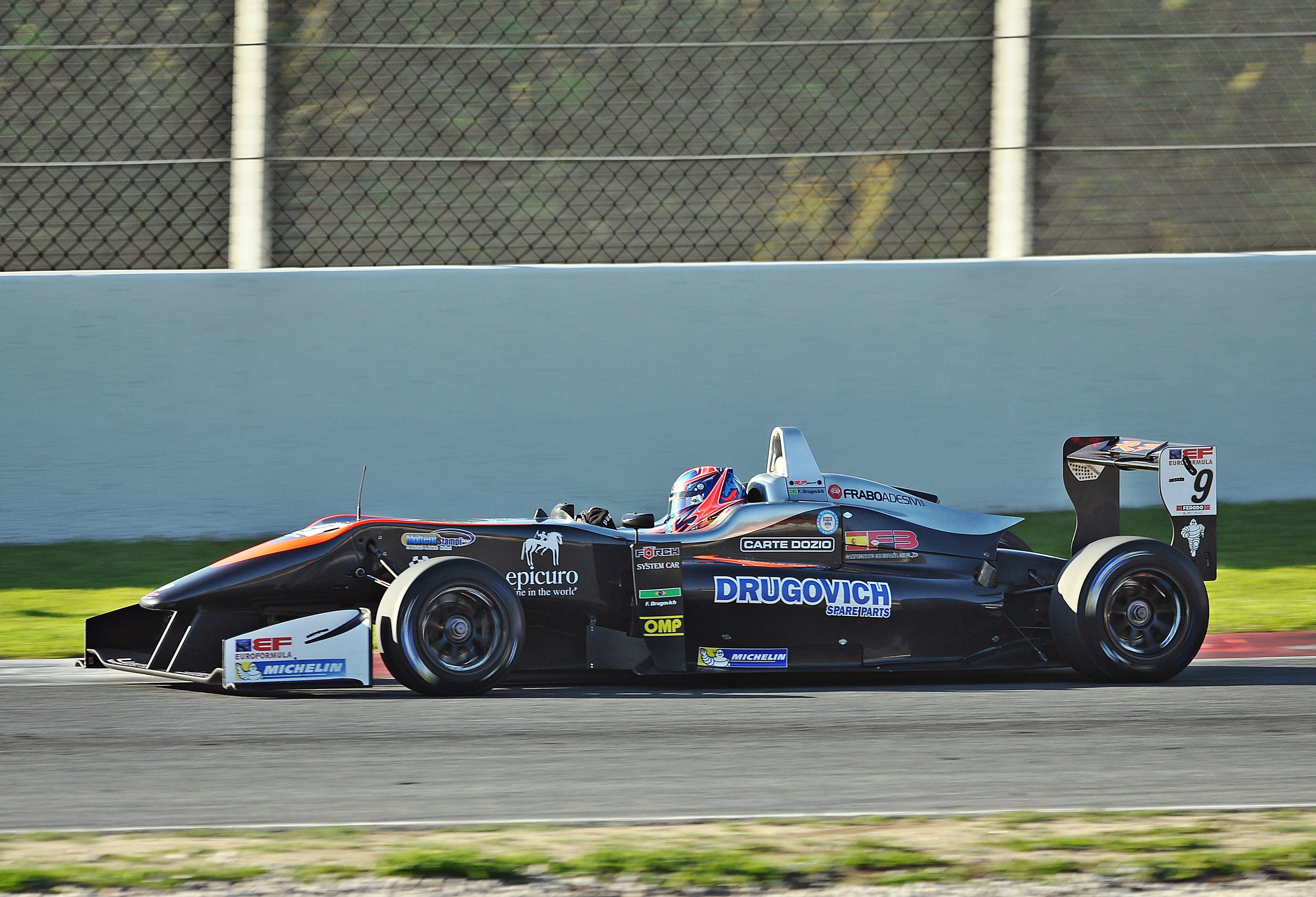
Drugovich en Euroformula Open à Barcelone en 2017.

Après des débuts prometteurs en karting au Brésil et en Europe, Felipe Drugovich commence sa carrière en monoplace en 2016 dans le championnat d'Allemagne de Formule 4. Son meilleur résultat est une troisième place obtenue à Zandvoort, et il termine 12e du championnat. Entre novembre et janvier, le Brésilien prend également part au MRF Challenge et remporte une course à Dubaï.
En 2017, pour sa deuxième saison de Formule 4 allemande, le natif de Maringá rejoint Van Amersfoort Racing et s'impose à sept reprises. Il termine 3e, moins de dix points derrière Jüri Vips et Marcus Armstrong. En tant qu'invité, il participe à quelques courses du championnat d'Italie de Formule 4 et gagne une course à Vallelunga.
En début d'année 2018, Drugovich remporte le titre en MRF Challenge. Après quelques participations ponctuelles en Euroformula Open en 2017, il participe à la saison 2018 avec RP Motorsport. Sa domination est sans partage, avec quatorze succès en seize courses et deux deuxièmes places.

### Formule 3 (2019)

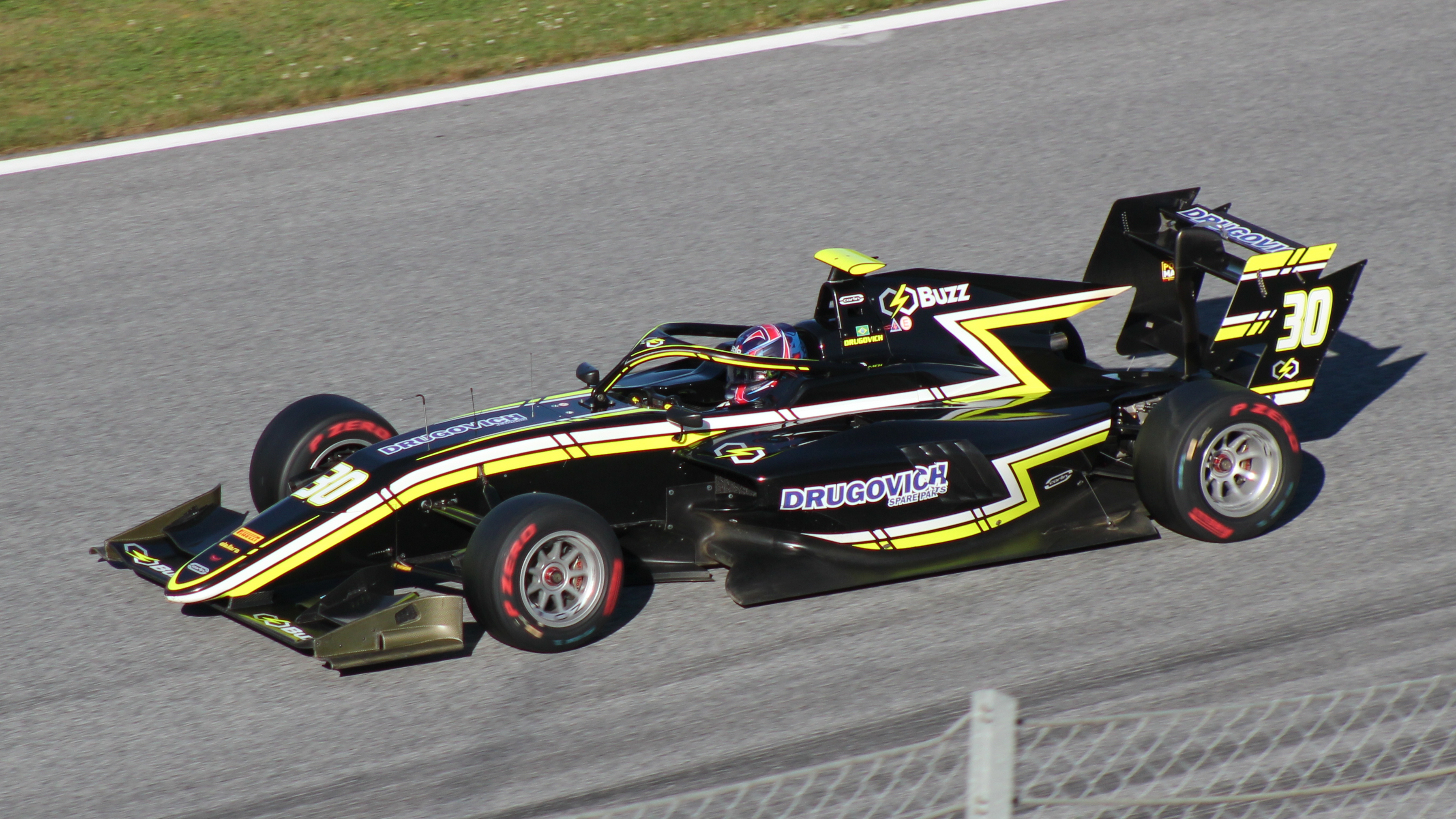
Felipe Drugovich sur le Red Bull Ring en Formule 3 en 2019.

Drugovich rejoint le nouveau championnat de Formule 3 FIA en 2019, avec Carlin Motorsport. Il ne rentre qu'une fois dans les points, au Hungaroring, où il finit 6e. Il termine 16e du championnat, puis participe dans la foulée à son premier Grand Prix de Macao, qu'il achève en 24e position.

### Formule 2 (2020-2022)

#### 2020: première saison prometteuse chez MP Motorsport
En 2020, Drugovich passe en Formule 2 avec MP Motorsport. Il obtient sa première victoire lors de la course sprint du premier meeting disputé à Spielberg, puis remporte deux autres courses à Barcelone et à Sakhir. Le Brésilien se classe 9e du championnat avec 121 points. 

#### 2021: Saison décevante chez UNI Virtuosi
Cette première saison réussie lui permet de rejoindre UNI-Virtuosi Racing en 2021. Après des débuts sans éclat à Bahreïn, Drugovich obtient deux podiums en trois courses à Monaco, assurant notamment le doublé pour UNI-Virtuosi en terminant 2e de la première course, derrière son équipier Zhou Guanyu. Cette saison mitigée ne confirme pas la saison 2020. Il est largement battu par son coéquipier Zhou Guanyu, 3e du Championnat et promu chez Alfa Romeo en Formule 1 pour 2022. L'équipe ne renouvelle pas le contrat du Brésilien.

#### 2022: retour chez MP Motorsport et sacre

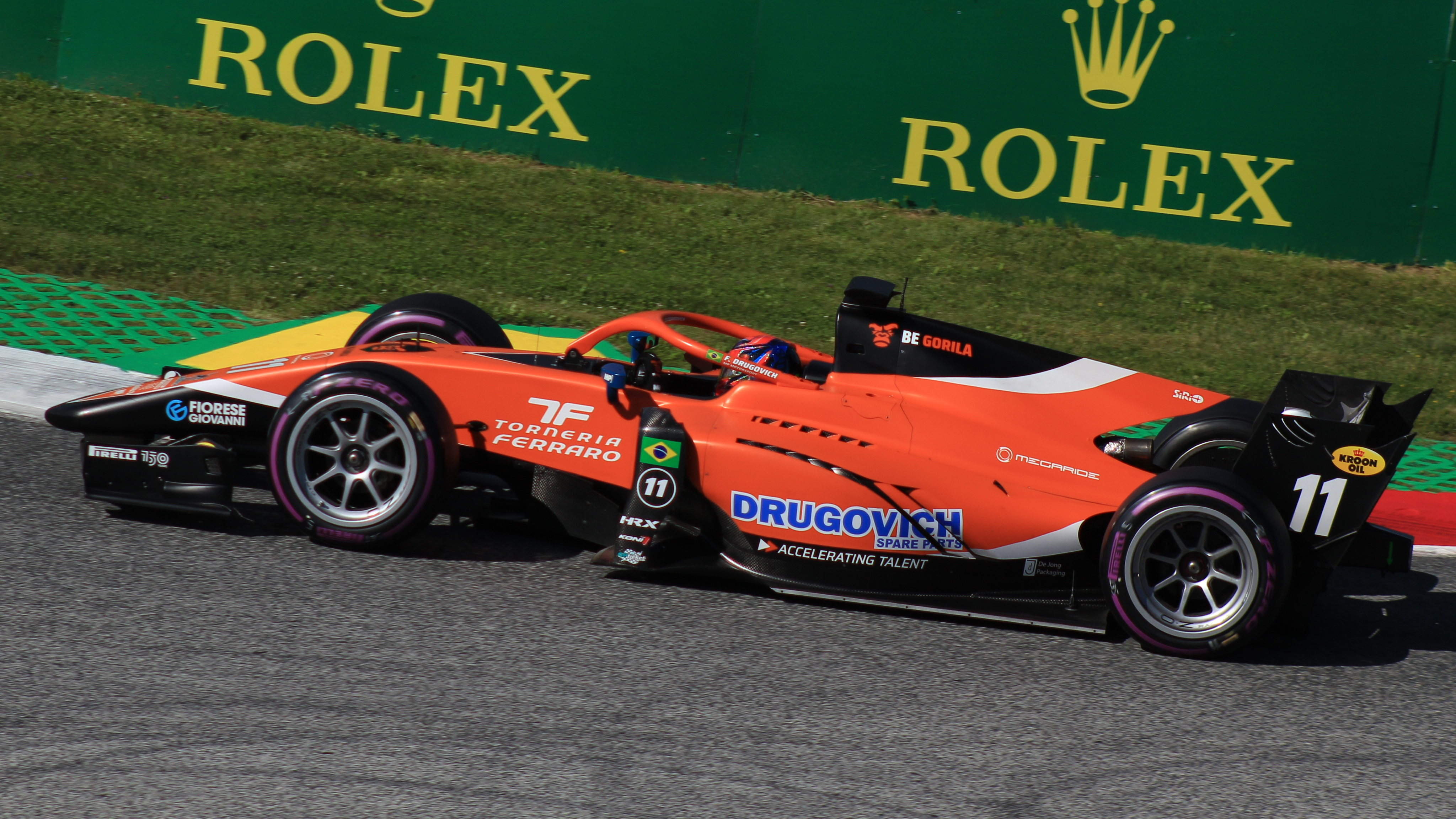
Felipe Drugovich sur le Red Bull Ring en Formule 2 en 2022.

Drugovich retourne chez MP Motorsport avec qui il avait effectué sa première saison en 2020. Sa première moitié de saison lui permet de remporter quatre des 16 premières courses. Il compte six podiums et se montre régulièrement dans le top 5 et sur les hautes positions de la grille. Il remporte le championnat 2022 avec une grande avance sur son dauphin, Théo Pourchaire. 

## Résultats en sport automobile

### Résultats en monoplace
| Saison    | Championnat                          | Écurie                | Courses                 | Victoires               | Pole positions          | Meilleurs tours         | Podiums                 | Points                  | Classement              |
| --------- | ------------------------------------ | --------------------- | ----------------------- | ----------------------- | ----------------------- | ----------------------- | ----------------------- | ----------------------- | ----------------------- |
| 2016      | Championnat d'Allemagne de Formule 4 | Neuhauser Racing      | 24                      | 0                       | 0                       | 0                       | 1                       | 79.5                    | 12e                     |
| 2016-2017 | MRF Challenge                        | MRF Racing            | 16                      | 1                       | 0                       | 0                       | 4                       | 167                     | 4e                      |
| 2017      | Championnat d'Allemagne de Formule 4 | Van Amersfoort Racing | 21                      | 7                       | 3                       | 6                       | 9                       | 236,5                   | 3e                      |
| 2017      | Championnat d'Italie de Formule 4    | Van Amersfoort Racing | 6                       | 1                       | 1                       | 1                       | 2                       | N/A†                    | n.c                     |
| 2017      | Championnat d'Europe de Formule 3    | Van Amersfoort Racing | 3                       | 0                       | 0                       | 0                       | 0                       | N/A†                    | n.c                     |
| 2017      | Euroformula Open                     | RP Motorsport         | 2                       | 1                       | 1                       | 0                       | 1                       | N/A†                    | n.c                     |
| 2017-2018 | MRF Challenge                        | MRF Racing            | 16                      | 10                      | 2                       | 5                       | 13                      | 337                     | Champion                |
| 2018      | Euroformula Open                     | RP Motorsport         | 16                      | 14                      | 10                      | 10                      | 16                      | 405                     | Champion                |
| 2018      | Championnat d'Espagne de Formule 3   | RP Motorsport         | 6                       | 5                       | 3                       | 4                       | 6                       | 157                     | Champion                |
| 2018      | Pro Mazda Championship               | RP Motorsport         | 2                       | 0                       | 0                       | 0                       | 0                       | 31                      | 20e                     |
| 2019      | Formule 3                            | Carlin Buzz Racing    | 16                      | 0                       | 0                       | 0                       | 0                       | 8                       | 16e                     |
| 2020      | Formule 2                            | MP Motorsport         | 24                      | 3                       | 1                       | 1                       | 4                       | 121                     | 9e                      |
| 2021      | Formule 2                            | UNI-Virtuosi Racing   | 21                      | 0                       | 0                       | 0                       | 4                       | 105                     | 8e                      |
| 2022      | Formule 2                            | MP Motorsport         | 28                      | 5                       | 4                       | 4                       | 11                      | 265                     | Champion                |
| 2022      | Formule 1                            | Aston Martin F1 Team  | Pilote de développement | Pilote de développement | Pilote de développement | Pilote de développement | Pilote de développement | Pilote de développement | Pilote de développement |

† Drugovich étant un pilote invité, il était inéligible pour marquer des points.